# Route nationale 86b
Die Route nationale 86B, kurz N 86B oder RN 86B, ist eine ehemalige Nationalstraße in Frankreich.
Die Straße entstand im 19. Jahrhundert als eine der Rhônebrücken bei Andance. Sie hatte zunächst keine Bezeichnung. Bei der Reform von 1933 war zunächst die Nummer N86D vorgesehen. Sie bekam letztlich die Nummer N86B zugewiesen. 1973 erfolgte die Abstufung zur Départementstraße.